# Chaim Vital
Chaim ben Josef Vital (hebr. חיים ויטאל) (ur. 1542 w Safedzie; zm. 23 kwietnia 1620 w Damaszku) – rabin, kabalista, czynny na przełomie XVI i XVII wieku w Safedzie, Jerozolimie i Damaszku. Był uczniem rabina Mojżesza Kordowero, a następnie rabina Izaaka Lurii.

## Życiorys
Chaim Vital urodził się w 1542 roku w mieście Safed w Palestynie, będącej wówczas częścią Imperium Osmańskiego. Urodził się w tradycyjnej rodzinie żydowskiej pochodzącej z Kalabrii we Włoszech. Wychowywał go rabin Mojżesz Alszich. Już w młodości zwrócił na niego uwagę słynny rabin Józef Karo, który w 1557 roku miał poprosić rabina Alszicha, aby zachował szczególną ostrożność przy jego edukacji. Rabin Karo już wtedy dostrzegał wybitne zdolności młodzieńca, i przeczuwał, że może on zostać ważnym nauczycielem w świecie nauki Tory. Według tradycji, jego pierwszą żoną była Anna, córka Mojżesza Saadia. Było to nieszczęśliwe małżeństwo i Vital zostawił swoją żonę, poświęcając się studiom alchemii. Uczył się od rabina Mojżesza Kordowero, który wprowadzał go w zagadnienia kabały i mistycyzmu. W dniu pogrzebu rabina Kordowero (w czerwcu 1570 r.) do Safedu przyjechał rabin Izaak Luria. Młodzi studenci kabały w Safedzie (był wśród nich Vital), pozbawieni swojego najbardziej poważanego nauczyciela, przylgnęli teraz do rabina Lurii, który wywarł na nich trwały wpływ. Studenci kabały luriańskiej zostali podzieleni na cztery grupy, uporządkowane pod względem znajomości halachy. Chaim Vital znalazł się w pierwszej grupie studentów, i bardzo szybko został najbardziej wiodącym uczniem Lurii. Gdy w 1572 roku rabin Izaak Luria zmarł, Chaim Vital zastąpił go. To właśnie wtedy zaczął on spisywać wszystkie nauki swojego mistrza Lurii. W 1577 roku udał się do Egiptu (będący wówczas częścią Imperium osmańskiego), ale szybko powrócił do Ziemi Izraela i zamieszkał w wiosce Ajn az-Zajtun w pobliżu Safedu. Później przeniósł się do Jerozolimy, gdzie w latach 1577–1585 był rabinem i kierownikiem jesziwy. Następnie wyjechał do Damaszku, gdzie został rabinem sycylijskiej społeczności żydowskiej. Napisał tam pierwszą własną książkę, o Abrahamie. Większą jej część stanowiły wykłady o chmurach, siedmiu stałych gwiazdach (planetach), siedmiu niebiosach i odpowiadającym im metalach. Po ukończeniu książki, Vital udał się do Jerozolimy, gdzie w 1590 roku jego dawny nauczyciel, rabin Mojżesz Alszich udzielił mu smichy. Po pewnym czasie Vital opuścił Jerozolimę i powrócił do Safedu, gdzie ciężko zachorował i cały rok spędził w łóżku. Podczas tej choroby, jego najbliższy uczeń (rabin Jehoszua) zdołał przekupić młodszego brata Vitala (rabina Mojżesza Vitala) i uzyskał dużą część rękopisów swojego nauczyciela. Natychmiast zaangażował on około stu kopistów do pracy i w ciągu trzech dni zrobili ponad 600 kopii rękopisów. Na wieść o tym, rabin Chaim Vital zaprzeczył, jakoby były to jego własne pisma, zostały one jednak bardzo szybko rozpowszechnione i spotkały się z dużym zainteresowaniem kabalistów. Prawdopodobnie w rękopisach tych znajdowały się nauki Izaaka Lurii, a nie Chaima Vitala – i to było powodem jego zaprzeczeń autorstwa. Pierwsze drukowane wydanie ukazało się w ośmiu tomach pod tytułem „Szemonah Sze'arim”. Jest ono bardziej znane z późniejszego przedruku pod tytułem „Ec Chaim” (pol. Drzewo życia), w którym tematy zostały bardziej usystematyzowane. Praca ta, poza oddaniem hołdu rabinowi Izzakowi Lurii, zawierała ważne twierdzenie rabina Vitala – uważał on, że nauczanie kabały jest bardzo ważne, gdyż dzięki temu Żydzi mogą sami zapewnić przyjście Mesjasza. Nauki Vitala spotkały się z krytyką. Wśród jego największych oponentów był rabin Menachem Lonzano, który opublikował potępiającą go książkę „Imrei Emet”. W 1594 roku rabin Vital osiadł na stałe w Damaszku, gdzie co wieczór wykładał kabałę. W dniu 23 kwietnia 1620 roku (30 nissan 5380) zmarł podczas przygotowań do powrotu do Safedu. Został pochowany w Damaszku. Już w czasach współczesnych, jego grób został przeniesiony do miejscowości Kirjat Malachi w Izraelu.

## Dzieła
Chaim Vital jest najlepiej znany z obszernej publikacji kabalistycznej „Ec Chaim” (pol. Drzewo życia). Jest on także autorem komentarza do Zoharu i Tanach „Ec ha-Da'at” (Drzewo wiadomości) oraz zbioru medytacji modlitewnych „Olat Tamid” (Wieczna ofiara). Jest również uważany za jednego z twórców żydowskiej teorii wędrówki dusz - gilgul, której poświęcił dzieło „Sefer ha-Gilgulim” (Księga wędrówek dusz). Jego syn, rabin Samuel Vital opublikował jego sny i wizje w pośmiertnym dziele Sefer ha-Chizajonot (Księga objawień).

## Znaczenie
Dzieła Chaima Vitala wywarły wielki wpływ na późniejszą historię żydowską. Ale ten wpływ w rzeczywistości był wpływem rabina Izaaka Lurii, który sam niewiele napisał, ale jego najlepszy uczeń spisał później jego nauki dla potomnych. Dzięki pracy rabina Vitala ten wpływ na naród żydowski był możliwy.